# Bolbogonium wiebesi
Bolbogonium wiebesi es una especie de coleóptero de la familia Geotrupidae.

## Distribución geográfica
Habita en Birmania.